# Quimper
Quimper (Kemper în bretonă) este un oraș în nordvestul Franței, prefectura departamentului Finistère în Bretania.

## Istorie
Numele Quimper vine de la denumirea bretonă Kemper, care înseamnă confluent, fiind că orașul este construit pe confluentul râurilor Steir, Odet și Jet. Localitatea a fost numită prima dată Quimper-Corentin, după primul episcop a orașului, Sfântul Corentin. În timpul Revoluției franceze, era cunoscut ca Montagne sur Odet.
Quimper este o comună în departamentul Finistère, Franța. În 2009 avea o populație de 63387 de locuitori.

## Cetățeni faimoși
În Quimper s-au născut:
- Élie Catherine Fréron (1719-1776), critic
- René Laënnec (1781-1826), fizician, inventatorul stetoscopului
- Max Jacob (1876-1944), poet, pictor, scriitor și critic
- Philippe Poupon, marinar